# خورهة (خومة)
خورهة (بالفارسية: خورهه) هي قرية تقع في إيران في قسم خومة الریفي. يقدر عدد سكانها بـ 215 نسمة بحسب إحصاء 2016.